# Многомерное шкалирование
Многомерное шкалирование — метод анализа и визуализации данных с помощью расположения точек, соответствующих изучаемым (шкалируемым) объектам, в пространстве меньшей размерности, чем пространство признаков объектов. Точки размещаются так, чтобы попарные расстояния между ними в новом пространстве как можно меньше отличались от эмпирически измеренных расстояний в пространстве признаков изучаемых объектов. Если элементы матрицы расстояний получены по интервальным шкалам, метод многомерного шкалирования называется метрическим. Когда шкалы являются порядковыми, метод многомерного шкалирования называется неметрическим. Мера различий расстояний в исходном и новом пространстве называется функцией стресса.
Мера качества отображения. Мерой, наиболее часто используемой для оценки качества подгонки модели (отображения), измеряемого по степени воспроизведения исходной матрицы сходств, является стресс.

## Области применения
- Поиск скрытых переменных, объясняющих полученную из опыта структуру попарных расстояний между изучаемыми явлениями.
- Проверка гипотез о расположении изучаемых явлений в пространстве скрытых переменных.
- Сжатие полученное опытным путём массива данных путём использования небольшого числа скрытых переменных.
- Наглядное представление данных.

## Функция расстояния
Функцией расстояния называется функция от двух аргументов, которая ставит в соответствие двум шкалируемым объектам расстояние {\displaystyle d(a_{i},a_{j})} между ними так, что выполняются следующие аксиомы: {\displaystyle d(a_{i},a_{j})=0} в том и только том случае, когда объекты {\displaystyle a_{i}} и {\displaystyle a_{j}} совпадают (рефлексивность расстояния), {\displaystyle d(a_{i},a_{j})=d(a_{j},a_{i})} (симметричность расстояния), {\displaystyle d(a_{i},a_{j})+d(a_{j},a_{k})\geqslant d(a_{i},a_{k})} (правило треугольника).

## Функция близости
Функция близости менее формализована, так как она является опытной величиной, например, получаемой в ходе социологического опроса. Это функция {\displaystyle s(a_{i},a_{j})} от двух аргументов, которая двум шкалируемым объектам ставит в соответствие расстояние {\displaystyle s(a_{i},a_{j})} между ними так, что выполняются следующие аксиомы: {\displaystyle s(a_{i},a_{j})\geqslant s(a_{i},a_{i})} (объект ближе к самому себе, чем к любому другому объекту), {\displaystyle s(a_{i},a_{j})=s(a_{j},a_{i})} (симметричность близости), для больших значений {\displaystyle s(a_{i},a_{j})} и {\displaystyle s(a_{j},a_{k})} величина {\displaystyle s(a_{i},a_{k})} имеет, по крайней мере, тот же порядок (ослабленное правило треугольника).